# پاتریک ریدره‌مون
پاتریک ریدره‌مون (فرانسوی: Patrick Ridremont‎؛ زادهٔ ۹ اوت ۱۹۶۷) کارگردان فیلم و بازیگر اهل بلژیک است.
از فیلم‌ها یا مجموعه‌های تلویزیونی که وی در آنها نقش داشته‌است می‌توان از یک گربه در پاریس و حرف زدن مرد مرده نام برد.